# 상자 속 입자

상자 속 입자(영어: particle in a box) 또는 무한 퍼텐셜 우물(infinite potential well)은 양자역학에서 다루는 가장 기본적인 문제 중의 하나로, 입자가 무한히 깊은 퍼텐셜 우물에 갇혀 있어 나가지 못하는 시스템을 말한다. 여기에서 입자가 벽과 충돌할 땐 에너지와 운동량이 모두 보존되는 완전 탄성 충돌이 일어난다고 가정한다. 고전역학적인 관점에서 이 문제를 보면 단순히 입자가 등속 직선 운동을 하고 벽에 부딪치면 튕겨 나오는 결과를 얻지만, 양자역학적으로 이 문제를 접근하면 수많은 다른 사실들이 나타난다.
이 문제는 다른 양자역학에서 등장하는 문제들에 비해 비교적 매우 쉽게 풀리면서, 동시에 많은 양자역학적 기초 개념들이 어떻게 등장하는지 쉽게 보여줄 수 있기 때문에, 처음 양자역학을 배울 때 가장 먼저 소개되는 문제이기도 하다.
만약 이 문제를 고전역학적 관점에서 뉴턴의 운동 법칙들을 사용해 풀면 직관적이고 예측 가능한 결과가 나온다. 하지만 양자역학적 관점에서 슈뢰딩거 방정식을 사용하면 에너지 상태가 양자화되어 있다는 것이나 우물 안의 각 지점에서 입자를 발견할 확률이 서로 다르다는 것 등 전혀 직관적이지 않은 결과가 나온다. 심지어는 입자가 발견될 확률이 0인 지점도 있다. 우리가 흔히 일상에서 경험하는 상황이나 고전역학의 관점에 전혀 부합하지 않는 결과가 나오는 것이다. 하지만 이런 결과들이 결국 사실임이 여러 실험을 통해 증명되었다.
우리는 3차원 세계에 살고 있기 때문에 이 문제를 실제 상황에 적용하려면 3차원 상자 속 입자 문제를 푸는 것이 가장 좋다. 그러나 더 기본적인 관점에서부터 접근하기 위해 먼저 1차원 상자 속 입자 문제를 풀고, 그 다음 이를 다차원으로 일반화한다.

## 1차원 상자 속 입자

### 퍼텐셜

1차원 상자속 입자의 퍼텐셜, 우물 안에선 퍼텐셜이 0이고 우물 밖에선 무한대이다.

1차원 상자 속 입자의 퍼텐셜은 다음과 같이 주어진다.
{\displaystyle V(x)=\left\{{\begin{matrix}0&0<x<L\\\infty &{\mbox{otherwise}}\end{matrix}}\right.}

### 해
시간에 무관한 슈뢰딩거 방정식을 풀고 표준화를 시키면 아래와 같은 파동함수와 양자화된 에너지 상태를 얻는다.
{\displaystyle \psi _{n}={\sqrt {\frac {2}{L}}}\sin {\left({\frac {n\pi x}{L}}\right)}\,}
{\displaystyle E_{n}={\frac {\hbar ^{2}\pi ^{2}}{2mL^{2}}}n^{2}\,}
여기서,
{\displaystyle n=1,2,3,\ldots \;}
이다.

### 유도
1차원에서의 시간에 무관한 슈뢰딩거 방정식을 퍼텐셜이 0인 부분에 대해서 전개하면 아래와 같은 식을 얻는다.
{\displaystyle -{\frac {\hbar ^{2}}{2m}}{\frac {\mathrm {d} ^{2}\psi (x)}{\mathrm {d} x^{2}}}=E\psi (x)}
ℏ : 플랑크 상수 ℎ / 2π
m : 입자의 질량
ψ(x) : 정적인 시간에 무관한 파동함수로 우리가 찾고자 하는 것이다. 복소수를 함숫값으로 가질 수도 있다.
E : 에너지. 실수이다.
이 미분 방정식 및 고유값 문제는 이미 해가 잘 알려져 있으며, 그 일반해는 다음과 같다.
{\displaystyle \psi (x)=A\sin(kx)+B\cos(kx)\quad }
{\displaystyle k^{2}={\frac {2mE}{\hbar ^{2}}}}
여기서 A와 B는 임의의 복소수이고 파수 k는 임의의 실수이다.
이제 여기에 경계조건을 적용해 좀 더 물리적인 의미를 갖는 해를 찾아보자. 우물 밖에서의 퍼텐셜이 무한대이기 때문에 입자가 매우 강하게 반발할 것이고 따라서 이 밖으로 나가는 경우에 입자가 발견될 확률은 0이 되어야 한다. 좀 더 수학적인 증명은 슈뢰딩거 방정식을 이 영역에 대입해 보면 구할 수 있다. 따라서 간단히 요약하면,
{\displaystyle \psi (0)=\psi (L)=0\;}
이 경계조건을 일반해에 적용해 보자. 먼저 x=0에서 파동함수가 0이므로 B=0이 되어야 한다.
{\displaystyle \psi (x)=A\sin(kx)\;}
그리고 x=L에서의 경계조건을 쓰면 아래의 결과를 얻는다.
{\displaystyle \psi (L)=A\sin(kL)=0\;}
여기서 두 가지 경우를 생각할 수 있는데, A가 0인 경우와 sin (kL)이 0인 경우이다. 전자의 경우는 파동함수가 0이 되므로 자명한 해(trivial solution)가 되어 물리적 의미가 없는 해가 된다. 따라서 이 경우는 무시하고 뒤의 경우를 고려하면 아래의 식을 얻을 수 있다.
{\displaystyle k={\frac {n\pi }{L}}}

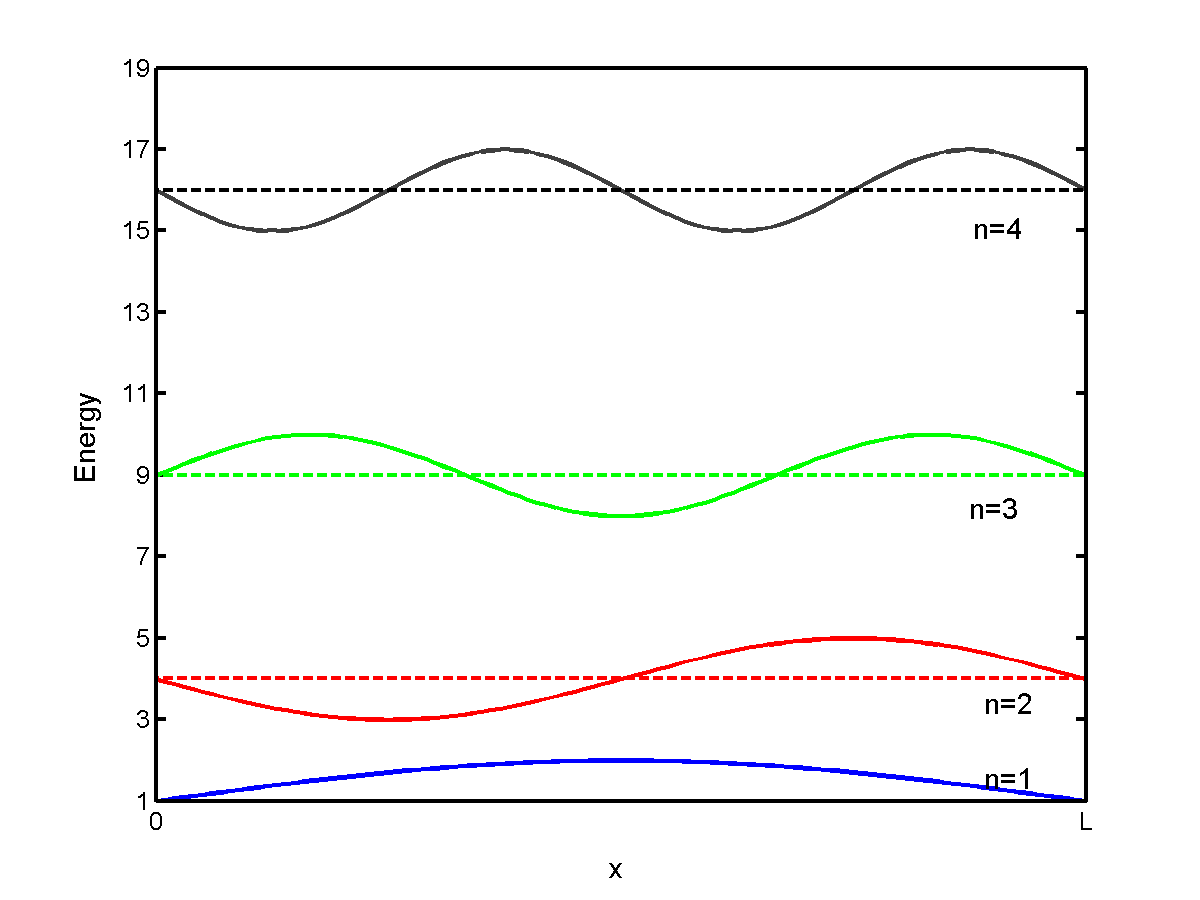
각 에너지 준위들과 그에 해당하는 파동함수의 모습

여기서 n=1,2,3,…이다. 이제 이 식을 에너지에 대입하면 다음과 같은 양자화된 에너지를 얻는다.
{\displaystyle E_{n}={\frac {n^{2}\hbar ^{2}\pi ^{2}}{2mL^{2}}}={\frac {n^{2}h^{2}}{8mL^{2}}}\quad (10)}
이제 A값을 얻기 위해 파동함수를 표준화시키자.
{\displaystyle 1=\int _{-\infty }^{\infty }\left|\psi (x)\right|^{2}\,dx=\left|A\right|^{2}\int _{0}^{L}\sin ^{2}\left(kx\right)\,dx=\left|A\right|^{2}{\frac {L}{2}}}
{\displaystyle \left|A\right|={\sqrt {\frac {2}{L}}}}
따라서 A는 {\displaystyle {\sqrt {{2} \over {L}}}}를 절댓값으로 갖는 임의의 복소수가 될 수 있다. 하지만 모두 같은 물리적 상태를 의미하므로 간단하게 {\displaystyle A={\sqrt {\frac {2}{L}}}}라 하자. 마지막으로 이를 대입하면 최종적으로 아래의 파동함수를 얻는다.
{\displaystyle \psi _{n}(x)={\sqrt {\frac {2}{L}}}\sin \left({\frac {n\pi x}{L}}\right)}

## 2차원 상자 속 입자

### 퍼텐셜
2차원 상자 속 입자의 퍼텐셜은 다음과 같이 주어진다.
{\displaystyle V(x,y)=\left\{{\begin{matrix}0&0<x<L_{x}{\mbox{, }}0<y<L_{y}\\\infty &{\mbox{otherwise}}\end{matrix}}\right.}

### 해
변수분리법을 사용해 시간에 무관한 슈뢰딩거 방정식을 풀고 표준화를 시키면 아래와 같은 파동함수와 양자화된 에너지 상태를 얻는다.
{\displaystyle \psi _{n_{x},n_{y}}={\sqrt {\frac {4}{L_{x}L_{y}}}}\sin \left({\frac {n_{x}\pi x}{L_{x}}}\right)\sin \left({\frac {n_{y}\pi y}{L_{y}}}\right)}
{\displaystyle E_{n_{x},n_{y}}={\frac {\hbar ^{2}\pi ^{2}}{2m}}\left[\left({\frac {n_{x}}{L_{x}}}\right)^{2}+\left({\frac {n_{y}}{L_{y}}}\right)^{2}\right]}
여기서,
{\displaystyle n_{i}=1,2,3,\ldots \;}
이다.

## 3차원 상자속 입자

### 퍼텐셜
3차원 상자속 입자의 퍼텐셜은 다음과 같이 주어진다.
{\displaystyle V(x,y,z)=\left\{{\begin{matrix}0&0<x<L_{x}{\mbox{, }}0<y<L_{y}{\mbox{, }}0<z<L_{z}\\\infty &{\mbox{otherwise}}\end{matrix}}\right.}

### 해
변수분리법을 사용해 시간에 무관한 슈뢰딩거 방정식을 풀고 표준화를 시키면 아래와 같은 파동함수와 양자화된 에너지 상태를 얻는다.
{\displaystyle \psi _{n_{x},n_{y},n_{z}}={\sqrt {\frac {8}{L_{x}L_{y}L_{z}}}}\sin \left({\frac {n_{x}\pi x}{L_{x}}}\right)\sin \left({\frac {n_{y}\pi y}{L_{y}}}\right)\sin \left({\frac {n_{z}\pi z}{L_{z}}}\right)}
{\displaystyle E_{n_{x},n_{y},n_{z}}={\frac {\hbar ^{2}\pi ^{2}}{2m}}\left[\left({\frac {n_{x}}{L_{x}}}\right)^{2}+\left({\frac {n_{y}}{L_{y}}}\right)^{2}+\left({\frac {n_{z}}{L_{z}}}\right)^{2}\right]}
여기서,
{\displaystyle n_{i}=1,2,3,\ldots \;}
이다.
하나 유의할 점은 2차원과 3차원의 경우 양자수 ni의 값에 따라 에너지 준위가 같은 경우가 있는데 이렇게 양자수가 다른데도 에너지가 같으면 이 상태들을 겹쳐져 있다 또는 축퇴되어 있다(degenerated)고 하고 이런 에너지 준위를 겹침상태 또는 축퇴상태(degenerated state)라 한다.

## 같이 보기
- 자유 입자
- 퍼텐셜 단
- 퍼텐셜 우물
- 퍼텐셜 장벽
- 델타 퍼텐셜 우물
- 양자 조화 진동자
- 수소 원자
- 일차원 격자 속의 입자